# 康陵 (南漢)
康陵是中国南汉开国皇帝劉龑的陵墓。位于今中国广东省广州市番禺区小谷围街道北亭村大香山。现为南汉二陵博物馆一部分。
陵墓无封土，砖石圆坛建筑，坛体为方座圆丘，直径10.5米，高2.1米，边长11.5米，高0.35米。地宫建于其下，由封门、门洞、前室、过道和主室组成。长11米，宽3.15米，高3.3米。2003年进行考古发掘，2023年6月10日起正式对外开放。